# 迪爾西姆屠殺

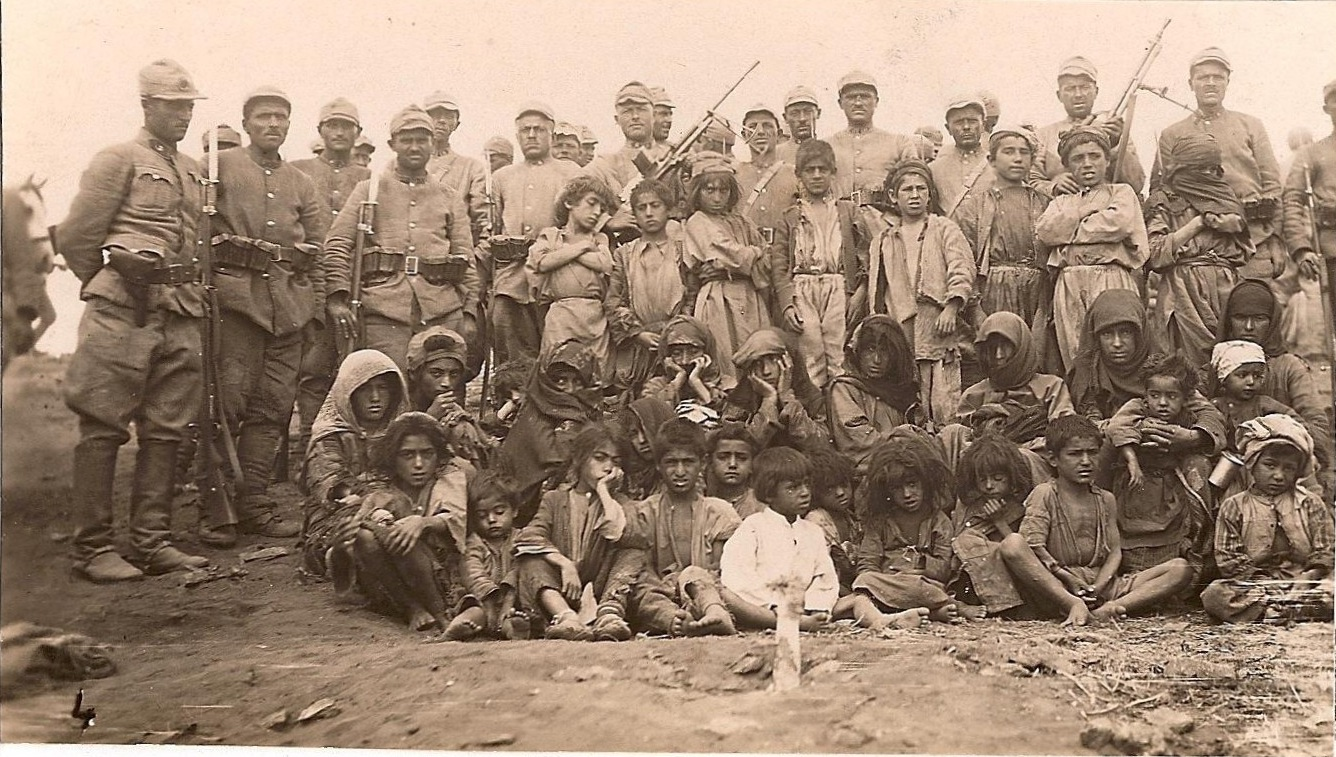
被俘虜的叛亂份子在該照片拍攝後即被處決。

迪爾西姆屠殺，是土耳其共和國總統凱末爾領導下的政府於1937年和1938年對在該國東部通傑利省的阿列維派庫爾德人和扎扎人的屠殺事件。
事件起因是扎扎人的宗教長者賽義德·阿里反對土耳其政府突厥化政策引起，結果土耳其政府採取空軍轟炸等軍事行動，估計有13000人-40000人被殺。
2011年11月23日，當時的土耳其總理埃爾多安為迪爾西姆屠殺事件道歉。